# 萧凯 (南北朝)
萧凯（？—530年代），北魏人物，萧宝夤和南阳长公主的儿子，齐明帝的孙子。

## 生平
南阳长公主生下三个儿子，萧烈、萧权、萧凯。萧凯在一次射箭游戏中射死了二哥萧权。萧凯官至司徒左长史，娶长孙稚的女儿为妻，轻薄无礼。南阳长公主多次斥责她不守规矩，萧凯夫妇怀恨在心。东魏天平年间（534年—537年），萧凯派家奴弑杀亲生母亲南阳长公主。萧凯被判处车裂于东市，妻子被判斩首，家族遂灭。

## 兄弟
- 萧烈，娶魏孝明帝的嫡妹建德公主，成为驸马都尉。他和父亲萧宝夤一同被斩首。
- 萧权，在一次射箭游戏中被萧凯射中而死。